# Krew na piasku (film 1989)
Krew na piasku (hiszp. Sangre y arena) – film fabularny produkcji hiszpańsko-amerykańskiej z 1989 roku w reżyserii Javiera Elorriety. Ekranizacja powieści Vicente Blasco Ibáñeza.

## Obsada
- Christopher Rydell - Juan Gallardo
- Sharon Stone - Doña Sol
- Ana Torrent - Carmen Espinosa
- Guillermo Montesinos - Garabato
- Albert Vidal - Nacional
- Simón Andreu - Antonio
- Antonio Flores - Chiripa
- José Luis de Villalonga - Don José
- Tony Fuentes - Pepe Serrano
- Julia Torres - Encarna
- Aldo Sambrell - Faustino
- Daniel Martín - Ojeda
- Luis Martin Carrasco - Młody rzeźnik
- Luis Barboo - Stary rzeźnik
- Douglas Tantallon - Tito
- Víctor Sandoval - Romay
- Don Mauro (wymieniony w czołówce jako Mauro Muñiz) - Reporter
- Isabel Prinz (wymieniona w czołówce jako Clara Isabel Prinz) - Reporterka
- Rafael Rojas - Maletilla
- José María Caffarel - Mayor
- Miguel de Grandy - Parson
- José Luis Baringo - Julián
- Alicia Muñoz - Służąca
- Ernesto Yáñez - Pomocnik Ojedy
- Alicia Agut - María
- Tito Néstor - Komentator
- Beatriz Rossat - Prostytutka
- Charly Bravo - Tirowiec
- Álvaro García - Ogrodnik
- Julio Bajo (wymieniony w czołówce jako Julio Bajo Redondo)
- Conchita Collado - Matka Chiripa
- José Alfredo Romero - Ojciec Chiripa
- Juan Herrera - Torreador - Pepe Serrano
- Hermenegildo Alcaraz - Torreador Chiripa
- Margarita Calahorra - Angustias
- José Lifante - Rzeźnik
- Rafael Perea - Torreador - Juan

## Fabuła
Młody chłopak wbrew woli rodziny poświęca się corridzie. Pod wpływem śmierci przyjaciela w jednej z walk, rezygnuje z kariery. Jednak zauroczony piękną i okrutną arystokratką decyduje się powrócić na arenę.